# Puntius herrei
Puntius herrei är en fiskart som först beskrevs av Fowler, 1934.  Puntius herrei ingår i släktet Puntius och familjen karpfiskar. IUCN kategoriserar arten globalt som akut hotad. Inga underarter finns listade i Catalogue of Life.